# Fjätfallet
Fjätfallet este o arie protejată (arie specială de conservare — SAC, sit de importanță comunitară — SCI) din Suedia întinsă pe o suprafață de 43,8 ha, integral pe uscat.

## Localizare
Centrul sitului Fjätfallet este situat la coordonatele 61°40′10″N 13°15′13″E / 61.6694°N 13.2535°E.

## Înființare
Situl Fjätfallet a fost declarat sit de importanță comunitară în ianuarie 1998 pentru a proteja 1 specie de plante. Situl a fost protejat și ca arie specială de conservare în martie 2011.

## Biodiversitate
Situată în ecoregiunea boreală, aria protejată conține 8 habitate naturale: Lacuri și iazuri distrofice naturale, Mlaștini împădurite, Râuri naturale fino-scandinave, Păduri fino-scandinave bogate în ierburi cu Picea abies, Roci stâncoase cu vegetație pionieră de Sedo-Scleranthion sau Sedo albi-Veronicion dillenii, Taiga vestică, Pajiști aluvionare boreale nordice, Mlaștini turboase de tranziție și turbării mișcătoare.
La baza desemnării sitului se află o specie protejată de  plante: Herzogiella turfacea.